# Tillandsia rusbyi
Tillandsia rusbyi là một loài thuộc chi Tillandsia. Đây là loài bản địa của Bolivia.